# Rosita Espinosa
(Rosita a Eugene Porter nell'episodio Non lasciare che muoia)
Rosita Espinosa è un personaggio immaginario della serie a fumetti The Walking Dead ed è interpretata da Christian Serratos nell'omonima serie televisiva.

## Biografia del personaggio
Sia nei fumetti sia nella serie TV viene accennato poco sulla vita di Rosita prima dell'apocalisse: sappiamo soltanto che ha avuto una rigida formazione militare che l'ha fatta diventare una soldatessa a tutti gli effetti, e proprio grazie al suo passato ha ottenuto anche delle abilità mediche e ingegneristiche. Mentre sulla sua famiglia siamo a conoscenza che non abbia mai conosciuto il padre e che la madre sia morta quand'era un'adolescente.
Dopo l'inizio dell'apocalisse si unisce a un gruppo di sopravvissuti a Dallas, in Texas, e durante un'ardua lotta con un gruppo di vaganti verrà salvata da Abraham Ford e Eugene Porter, che dopo aver esaminato le sue abilità, nonché potenzialità, decidono di farla unire al loro gruppo, che ha una missione da svolgere: dirigersi a Washington per salvare l'umanità con un antidoto di cui solo Eugene è a conoscenza.

## Serie televisiva

### Quarta stagione
Appare per la prima volta alla fine dell'episodio "Detenuti" insieme ad Abraham ed Eugene: i tre arrivano in soccorso di Glenn Rhee e Tara Chambler dopo la loro fuga dalla prigione, ormai sopraffatta dai vaganti. I cinque, successivamente, partiranno in viaggio, anche se con mete del tutto opposte: Glenn ha come obiettivo quello di ritrovare sua moglie, Maggie Greene, mentre Abraham e gli altri devono arrivare a tutti i costi a Washington. Difatti proprio quest'ultimo spiegherà ai due nuovi arrivati l'assoluta importanza della loro missione, ovvero quella di salvare quel che rimane dell'umanità. Mentre il gruppo è diviso sul da farsi, date le esigenze diverse di ognuno, trovano una soluzione che possa esser d'aiuto a tutti quanti: aiuteranno Glenn a trovare sua moglie e successivamente proseguiranno tutti insieme per la meta finale, Washington. Proprio per questo tutto il gruppo cambierà rotta e aiuteranno Glenn nel suo intento, infatti si ricongiungerà con sua moglie e si dirigeranno verso Terminus, un posto che sembrerebbe essere sicuro.
Nel finale di stagione della quarta stagione vediamo Rick Grimes, Carl Grimes, Daryl Dixon e Michonne cadere in trappola di coloro che popolano Terminus, che non sono altro che degli spietati cannibali capitanati da un certo Gareth. Essi verranno intrappolati dentro un container e si ricongiungeranno con Rosita e gli altri, creando un unico gruppo.

### Quinta stagione
Nel primo episodio della quinta stagione, "Preda e Cacciatore", Rosita e il resto del gruppo riusciranno a fuggire da Terminus, anche se dopo una sanguinosa lotta con gli abitanti del posto. Il gruppo si divide nuovamente e Rosita finisce con Abraham, Eugene, Tara, Glenn e Maggie, che proseguono la strada per Washington. La situazione si stravolge dopo un'inaspettata affermazione rivelata da Eugene: egli svela che tutto quel che ha raccontato precedentemente ai suoi due originari compagni di viaggio è stata soltanto una menzogna; non conosce la cura per fermare l'epidemia, aveva detto ciò solo per essere protetto da quel mondo ostile. Rosita, su tutte le furie, si sfogherà su di lui facendogli presente tutti i nomi di coloro che sono morti per proteggerlo e inizialmente non fermerà Abraham nel prenderlo a botte, anche se dopo si metterà in mezzo per non aggravare ancor di più la sua disastrosa situazione fisica. Successivamente scopriremo come Rosita si è unita ad Abraham ed Eugene, lo racconterà proprio lei a Glenn, Tara e Maggie mentre stanno filtrando dell'acqua di un fiume.
Durante la stagione, lei e il suo gruppo incontreranno Aaron, che li introdurrà ad Alexandria, una città di sopravvissuti gestita da Deanna Monroe e la sua famiglia: non sarà facile per lei integrarsi, soprattutto inizialmente quando verrà accolta insieme al suo amato a un party di benvenuto, ma con l'andare degli episodi si sentirà più a suo agio fino all'integrarsi in quella nuova società.
Nel finale di stagione vediamo Rosita prendersi cura di Tara, che durante un'esplorazione ha subito un trauma cranico, e incoraggia Abraham a stare con lei, ma soprattutto con Eugene, che è ancora incosciente a seguito degli urti precedentemente da lui subiti.

### Sesta stagione
Nella prima parte di stagione subentrano dei nuovi rivali per il gruppo, gli "Wolves", che attaccano Alexandria, uccidendo vari membri della comunità: Rosita darà il suo contributo insieme ad Aaron, cercando di uccidere quanti più nemici possibile. Dopo la vittoria con il gruppo nemico si preoccuperà per Abraham, dato che non è ancora tornato da un'esplorazione, venendo consolata da Spencer Monroe, figlio minore di Deanna.
Ormai integrata in quel contesto, Rosita, darà delle lezioni di machete ai cittadini che non sanno combattere per evenienze future, incoraggiando pure Eugene a migliorarsi. Gli insegnamenti tramandati torneranno utili, in quanto i nemici non sono ancora del tutto morti, infatti una minoranza di loro è sopravvissuta e viene capitanata da un cosiddetto Alpha Wolf: che combatterà con Tara e Rosita, avendo la meglio, anche se successivamente le due ragazze riprenderanno il controllo.
Rosita, insieme al suo gruppo, aiuterà a sgomberare Alexandria dopo che una mandria di vaganti l'ha invasa, riuscendo nell'intento.
La sua relazione con Abraham si conclude inaspettatamente quando quest'ultimo la lascia dopo aver scoperto dei sentimenti verso Sasha Williams. Rosita però non riesce nell'immediato ad accettare questa nuova realtà, per tanto avrà un periodo di riflessione e accettazione dell'accaduto.
Nella seconda parte di stagione verranno a conoscenza di un altro gruppo nemico grazie al Regno, in cui vige il comando di Re Ezikiel. Coloro che saranno una minaccia per entrambi i gruppi sono i Salvatori, infatti per evitare in partenza dei problemi, Rick Grimes, ordina a un gruppo di persone di attaccare il loro santuario mentre dormono, in modo tale molti di loro moriranno colti alla sprovvista. Questo gesto codardo provoca l'ira del loro leader, che sinora viene solo nominato, senza mai lasciarlo intravedere.
Nell'episodio "Il secondo livello" esce in esplorazione con Daryl e Denise Cloyde, in particolar modo per aiutare quest'ultima a superare la sua paura del mondo esterno; purtroppo però Denise morirà per via di una freccia nel suo occhio, manovrata da un salvatore, Dwight.
Nell'ultimo episodio della stagione, Rosita, è in ginocchio insieme al suo gruppo: sono stati messi in riga per l'arrivo del capo dei salvatori, Negan, che ucciderà senza pietà uno di loro.

### Settima stagione
Nel primo episodio scopriamo che la vittima di Negan è Abraham e Rosita sarà costretta dal carnefice a guardare la macabra scena: ovvero lui mentre infierisce ancor di più sul suo cranio con la sua mazza da baseball, soprannominata Lucille. Daryl, fuori di sé, prende le difese della ragazza, aggredendo l'assassino del suo amico; questa mossa però comporta subito dopo un'altra morte, quella di Glenn, che si trova proprio a fianco a Rosita, totalmente distrutta dall'accaduto. Verrà poi consolata da Sasha, che in quella situazione ha perso tanto quanto lei.
Negan prende quindi il comando su Alexandria, preleva ogni arma da coloro che non fanno parte del suo gruppo e impone delle nuove regole ferree. La sete di vendetta di Rosita non cessa d'imporre la sua esistenza, per questo dopo aver recuperato clandestinamente una pistola dal cadavere di uno dei salvatori da lei ucciso, chiederà a Eugene un favore: la creazione di un unico proiettile appositamente per lei. Ella ha un piano in mente, uccidere Negan e vendicare la morte del suo amato, anche se ciò potrebbe comportare anche la sua morte per mano dei suoi seguaci. Si recherà con Eugene a una fabbrica d'armi, precedentemente trovata da Abraham, e lì creeranno un solo proiettile per il suo piano, anche se inizialmente con qualche dissenso da parte dello scienziato.
Nell'episodio "I cuori battono ancora", Padre Gabriel prova a convincerla sul non portare al termine il suo piano, in quanto estremamente pericoloso per la comunità, ma ancor prima per sé stessa; una volta uscita da quella conversazione incontra Spencer, che anche lui cerca di farla pensare e si danno un appuntamento per uscire insieme: purtroppo quest'ultimo verrà sbudellato pochi minuti dopo da Negan, il tutto davanti agli occhi increduli di Rosita, che si decide a estrarre la pistola e premere il grilletto. Sfortunatamente per lei, Lucille impedisce al proiettile di colpire il volto dell'uomo, salvandolo accidentalmente. Su tutte le furie il capo dei salvatori ordina ad Arat, una sua spalla destra, di uccidere qualcuno, cosa che fa dopo aver marchiato con un taglio la guancia destra di Rosita.
Nella seconda metà di stagione, dopo dei precedenti barcollanti e poco sereni con Sasha, le due si uniscono per tentare ulteriormente di porre fine al regno di Negan, dato che lui ha portato via qualcosa a entrambe; dopo essersi ricongiunte a Hilltop partono per il Santuario. Purtroppo il loro piano, articolato in ben due fasi, va male e porta soltanto Sasha all'essere catturata dai salvatori, mentre Rosita fugge via secondo il consiglio dell'amica.
Nel penultimo episodio ella torna dal gruppo con una persona in più, ovvero Dwight, che offre il suo aiuto al gruppo per sconfiggere Negan una volta per tutte.
Nell'ultimo episodio della stagione un'ulteriore lotta si svolge ai cancelli di Alexandria: gli abitanti della città hanno preparato un piano per contrastare i Salvatori, che però non va a buon fine per via del tradimento di Jadis, il leader di un ulteriore gruppo, gli Scavengers. A scatenare il caos è Sasha, ormai divenuta zombie dopo il suo suicido volontario, che attacca Negan e dà il tempo al gruppo di Rick di procedere con la prossima mossa. Rosita, scioccata dalla morte dell'amica, aprirà per prima il fuoco, ma verrà ferita alla spalla e miracolosamente salvata da Tara, che la porta via con sé. Quest'ultima la porta in infermeria, dove verrà ricoverata con lei al suo fianco.

### Ottava stagione
Dopo essersi ripresa dalla sua convalescenza, Rosita aiuterà Michonne, Daryl e Tara a uccidere dei salvatori di troppo su un'autostrada. Dei periodi bui accompagneranno il gruppo, in quanto dovranno decidere se potersi fidare nuovamente degli Scavengers dopo il loro recente tradimento: Rosita non accetta il fatto di doverli perdonare e cerca di far capire agli altri, soprattutto a Tara, di imparare a saper aspettare, cosa che essa ha imparato da dopo la morte di Sasha.
Inoltre aiuterà insieme agli altri del gruppo i cittadini di Alexandria a prepararsi all'imminente guerra con i Salvatori, infatti la cittadina verrà bombardata da Negan e i suoi uomini, portando alla morte molti cittadini tra cui anche dei bambini: la maggior parte però riesce a salvarsi grazie a un tunnel sotterraneo preparato giorni prima, in cui Rosita è presente. Il giorno dopo andrà a Hilltop insieme ai sopravvissuti della notte precedente e tutti verranno a conoscenza del suicidio di Carl Grimes, avvenuto per non dover diventare uno zombie dopo una ferita insorta.
La guerra fra i due gruppi porterà all'estinzione degli Scavengers, infatti tutti moriranno tranne Jadis, che si unisce al gruppo di Rick. La distruzione fra entrambi i poli continua e a un certo punto Rosita, affiancata da Daryl, prenderà il comando per trovare una soluzione: il piano è quello di rapire Eugene e costringerlo a creare dei proiettili. Tutto procede a gonfie vele e dopo aver ucciso le guardie del corpo dello scienziato, lo prelevano e portano alla fabbrica d'armi; il piano originale prevede anche di ucciderlo visto il tradimento nei loro confronti, ma Rosita sarà clemente e gli risparmierà la vita, anche se gli rinfaccia il suo tradimento con tutte le volte in cui lei gli ha salvato la vita.
Nell'ultimo episodio, "Ira", avviene la battaglia fra i due fronti: la Militia (Alexandria, Ocean Side e Hilltop) contro i Salvatori, quest'ultimi avranno la peggio e Negan sarà sconfitto. Rosita aiuterà a riparare ciò che è andato a pezzi durante la lunga guerra e si confronterà con Eugene, inizialmente lo colpirà in faccia, ma lo perdonerà, lasciandosi alle spalle le malfatte del passato per poter ricominciare da capo.

### Nona stagione
Si ha un distacco temporale dopo i primi cinque episodi della nona stagione, da dopo la scomparsa di Jadis e Rick Grimes passano sei anni e Rosita diventa un personaggio di rilievo per la comunità di Hilltop.
In un'esplorazione con Eugene verranno a conoscenza di un nuovo gruppo, i Sussurratori, che seguono uno stile di vita simile a quello dei vaganti e indossano la loro pelle per mimetizzarsi fra di loro: i due fuggiranno e andranno a finire dentro una pozzanghera di fango per far disperdere il loro odore, soprattutto le loro tracce. Inizialmente essi credono in un'evoluzione degli zombie, solamente più tardi verranno a conoscenza della verità. La caviglia di Eugene è in brutte condizioni a causa di una caduta dalla torre elettrica e Rosita, sotto consiglio dell'amico, è costretta a lasciarlo indietro per poter chiedere aiuto: cosa che farà, tanto che tornerà a cercarlo con Daryl, Jesus e Aaron, introducendogli anche le nuove informazioni sui vaganti. Torneranno a Hilltop solamente in quattro, in quanto Jesus verrà ucciso dai Sussurratori: ciò vuol dire che Tara prenderà il comando sulla cittadina.
Durante gli ultimi episodi della stagione instaurerà un rapporto d'amore con Siddiq, anche se si metterà con Padre Gabriel e scoprirà di essere incinta a causa di qualche rapporto sessuale con il medico Siddiq.
Nell'ultimo episodio, "La quiete prima della tempesta", il leader dei Sussurratori, Alpha, ucciderà dieci cittadini di Hilltop, tra cui la sua migliore amica Tara e l'unico che scamperà alla morte sarà proprio Siddiq, in modo che possa raccontare a tutti la brutalità di quel che è avvenuto. Rosita sarà presente al suo racconto e successivamente anche ai loro funerali.

### Decima stagione
Abbiamo un altro salto temporale di qualche mese, in cui la tranquillità fra due i gruppi ha regnato sovrana e nella vita privata di Rosita è nata sua figlia, Soccorro Espinosa, che viene abbreviato in Coco. Padre Gabriel, nonostante non sia sua figlia, l'aiuta a crescerla e sostenerla nei momenti bui. Rosita rimane ancora un membro del consiglio di Hilltop e aiuta a trovare una soluzione a ogni occasione possibile. Lei, e molti altri cittadini, si ammaleranno terribilmente e verranno ricoverati d'urgenza: nessuno capisce cosa abbiano e da cosa la malattia sia scaturita.
Siddiq farà varie ricerche e le proverà tutte, ma ciò non gli risulta facile per via del suo disturbo da stress post-traumatico dovuto a quello a cui ha dovuto assistere nella stagione precedente, ovvero la morte dei suoi amici. Proprio mentre si getta nel lago per lasciarsi affogare, Rosita corre in suo soccorso e lo aiuta a uscire, avranno un dialogo e grazie a esso Siddiq capisce il problema da cui la malattia deriva: ovvero l'acqua che non è stata filtrata da una spia interna, che si scoprirà successivamente essere Dante, il suo aiuto medico nonché un sussurratore sotto copertura.
Dante ucciderà Siddiq e tenterà di fare la stessa cosa con Coco e Rosita, solo che quest'ultima avrà la meglio, prima uccidendo Siddiq, ormai divenuto zombie, poi facendo perdere i sensi all'assassino del padre di sua figlia. Dopo una riunione sul da farsi a Dante, Padre Gabriel lo ucciderà a sangue freddo nella propria cella e brucerà i resti del corpo con Rosita, mentre si abbracciano davanti a un falò.
Questo avvenimento scaturirà in Rosita della paure, tanto da farle avere innumerevoli incubi e addirittura non riuscirà più a uccidere gli zombie come prima: è pietrificata dalla paura che sua figlia possa rimanere orfana ora che suo padre non c'è più. Inoltre l'arrivo di una nuova persona ad Alexandria la rende inquieta, ovvero quello di Gamma, una sussuratrice la quale si è pentita del suo stile di vita e vuole cambiare, promettendo di aiutarli: Rosita non le crede e la colpisce in faccia, facendola portare in cella.
Nel mentre la guerra con i sussurratori continua e lei fa del suo meglio per sconfiggerli, tanto che nell'episodio "Stalker" supererà le sue paure per salvare Judith Grimes e R.J Grimes, figli di Michonne e Rick Grimes, dalle grinfie di Beta, la spalla destra di Alpha; avrà un duello con lui e proprio nel ben mentre esso la sta per finire, Gamma la salva, portando l'attenzione dell'assalitore su di lei. Il giorno dopo Rosita si scuserà per come l'ha trattata e si presenta ufficialmente, mettendo da parte i rancori e pregiudizi.
Nell'ultimo episodio della stagione, Rosita e Coco sono sane e salve dopo la lotta all'ospedale e sono riunite con il resto del gruppo.

### Undicesima stagione
Alexandria, da dopo la caduta di Hilltop, subisce una grave carestia: difatti il cibo scarseggia e i punti dove prelevarlo si sono stati prosciugati nel tempo. Il gruppo decide quindi di entrare dentro un'ex-caserma militare sotterranea nel quale vi sono dei vaganti addormentati; con delle funi faranno scendere sei di loro: Magna, Kelly, Carol, Maggie, Lydia e Rosita. Il loro obiettivo è quello di procurarsi quanto più cibo possibile e, ovviamente, farlo senza farsi notare, cosa che però non accade. Per tanto quest'ultime quattro dovranno lottare con l'orda di vaganti, mentre Kelly e Magna posizionano le scorte nei loro zaini. La missione finisce senza alcuna conseguenza negativa e le sei donne vengono prelevate con delle corde.
Più tardi ci sarà una riunione sul da farsi e Maggie proporrà di dirigersi, insieme ad un ristretto gruppo di persone, in un luogo nel quale ha soggiornato durante la sua assenza, "Meridian": il posto ha cibo a sufficienza per tutti loro, ma l'unico problema sono un nuovo gruppo nemico, i Mietitori, che fin da subito vengono descritti dalla stessa come letali e silenziosi. Il consiglio finisce con delle votazioni e gli unici che rifiutano la missione sono tre: Carol, Aaron e Rosita, in quanto ella ha precedentemente espresso più e più volte di non voler rischiare la sua vita in quanto madre. Rosita, pertanto, resterà ad Alexandria mentre gli altri partiranno per i rifornimenti.
Nel tempo trascorso nella cittadina si unirà a Carol, Magna e Kelly per un'importante missione, quella di catturare i cavalli fuggiti dalle loro stalle: cosa che provano a fare da giorni, ma senza alcun successo. Al primo tentativo va nuovamente male ed esse si scoraggiano, vista anche l'ora tarda, ma continuano la loro missione in quanto quegli animali sono di vitale importanza per Alexandria. 
Durante una passeggiata Rosita si confida con Carol svelande di aver sognato Abraham ripetutamente nell'ultimo periodo: l'uomo le dice qualcosa, ma non riesce a sentire chiaramente la sua voce, e quando lo sta per fare qualcuno spara in testa all'amato. Rosita sa che vuole dirle qualcosa d'importante, un avvertimento oppure un qualcosa che deve fare per l'intera comunità. Dopo quella confessione rivedono il cavallo, con una sola differenza, ovvero che è in gruppo; li cattureranno e porteranno dagli altri, guadagnandosi la gratitudine della gente.
Ad Alexandria aiuterà Aaron, Lydia, Carol e Jerry con una falla nella recinzione e resterà lì non appena i restanti quattro partono per Hilltop; conforterà Judith nel momento del bisogno, la consola raccontandole qualcosa su di lei, in particolare sui suoi genitori, per poi aiutarla a riparare due pezzi di legno contenenti le impronte dei palmi della mano della ragazzina e del fratello deceduto, Carl. Mentre stanno riparando il bordo della porta con della colla sentono la radio dietro le loro spalle accendersi, corrono per vedere chi sia e sentono la voce di Eugene, che però non potrà avvertirle del tutto sul dove sia per via di un'interferenza.
Grazie alla confessione di un sussurratore rimasto in vita, Kelly scopre che sua sorella Connie è ancora viva, per questo l'andrà a cercare e l'aiuteranno Carol, Magna e Rosita: con esiti positivi, dato che ella verrà ritrovata sana e salva. Dopo averla riportata a casa, ad Alexandria, il gruppo deve prepararsi a una tempesta, che si rileverà burrascosa e caotica: per superare la notte decidono di dividersi e Rosita appartiene al gruppo che ha il compito di barricare porte e finestre nella casa dove sono radunati i bambini. Nel bel mezzo della tempesta i vaganti diventano troppi e accerchiano l'abitazione, per far guadagnare del tempo a Lydia e Dianne, che stanno portando tutti al piano di sopra, Rosita decide di uscire e uccidere quanti più zombie possibili: il risultato è soddisfacente e rimane totalmente illesa. Alla fine di tutto, con lo schiarirsi del cielo, Maggie e il suo gruppo (tra cui Padre Gabriel, che poi avrà un dialogo proprio con Rosita) fa ritorno con le scorte di cibo che avevano promesso.
A spezzare la loro quotidianità è un gruppo, il Commonwealth, che offre ai cittadini di Alexandria un aiuto per riparare tutto quello che è andato distrutto durante la tempesta, nel mentre tutti i cittadini possono stabilirsi, momentaneamente, da loro. La città conta più di cinquantamila abitanti e il gruppo deve cercare di integrarsi il più possibile, seppur consapevoli della loro breve permanenza (che poi si prolungherà). Il nuovo ruolo di Rosita è quello di guardia, diventando membro della truppa militare insieme a Daryl. I due vengono addestrati da Mercer, il capo dell'esercito, e messi psicologicamente alla prova da Sebastian Milton, il figlio di colei che gestisce tutto, Pamela Milton. Dopo del tempo vengono alla scoperta delle ingiustizie che si celano al di là di quella moderna realtà, come ad esempio l'abuso di potere da parte delle guardie, il traffico di denaro e la disuguaglianza sociale ed economica fra i cittadini di diversi ranghi. Insieme a Connie (fondamentale per la sua posizione da giornalista), Magna, Eugene, Kelly, Ezekiel e Max, assistente di Pamela e sorellastra di Mercer, avranno il compito di rendere pubblica l'ipocrisia della società in cui tutti loro vivono e che tutti credono perfetta.
Dopo la pubblicazione di un articolo che svela gli scandali appartenenti a Sebastian Milton, gran parte della popolazione avvia una serie di proteste, che distruggono la tranquillità in cui la cittadina era avvolta da tempo. Rosita e il proprio gruppo decidono di andarsene prima dello scoppio vero e proprio della rivolta: l'unico che non li seguirà è Eugene, che deve proteggere e trovare la propria compagna, Max, ricercata per aver divulgato una conversazione privata con Sebastian che mette in chiaro la sua posizione e la veridicità delle voci che circolano su di lui. Rosita cerca di convincere l'amico a seguirli, senza alcun risultato, per questo dopo un toccante dialogo si scambiano un ultimo abbraccio di addio, consapevoli del fatto che non si rivedranno mai più. Nonostante tutto sia pronto per partire e andarsene dal Commonwealth, dopo essere rimasta sola nel suo appartamento, Rosita viene rapita da due uomini misteriosi; successivamente si viene a scoprire che essi sono stati ingaggiati da Pamela e che hanno sequestrato tutti i membri del gruppo di Alexandria per rimuoverli dalla circolazione.
Tutti i membri del gruppo di Alexandria vengono sedati e trasportati nell’Avanposto 22 per svolgere dei lavori forzati, fortunatamente Maggie Greene riesce a liberare se stessa, Gabriel e Rosita, prima che potessero arrivare a destinazione. I tre si ricongiungeranno successivamente con Carol e Daryl, gli unici che non erano stati presi. Insieme elaborano un piano per liberare i loro amici e riprendere i bambini, tenuti esclusi da tutto e tutti; dopo aver recuperato Connie, tenuta prigioniera sul vagone di un treno, subentrano nell’avanposto e si ricongiungono con il resto del gruppo. Tutti quanti i bambini sono sani e salvi, soltanto tre di loro non sono presenti: Myriam, figlia di Nabila e Jerry, Adam, figlio del defunto Alden, e Coco, figlia di Rosita. Quest’ultima perde il controllo e chiede informazioni al Guardiano, un funzionario di Pamela, dopo non aver ricevuto alcuna notizia utile lo uccide, lasciandolo divorare da un vagante. Senza più nulla da perdere si reca con alcuni membri del gruppo al Commonwealth per cercare sua figlia, che ritroverà nell’orfanotrofio dei bassi fondi insieme agli altri due bambini. Sfortunatamente, mentre scappa da un’orda di vaganti subentrata all’interno dell’area del Commonwealth, viene sgraffiata a una spalla, un punto che non le permette di interrompere l’espansione del virus nel resto del corpo attraverso l’amputazione. Dopo aver sconfitto Pamela e, maggiormente, l’orda di vaganti, il gruppo si riunisce intorno a un tavolo per cenare, successivamente Rosita svelerà a Padre Gabriel e a tutti gli altri della sua sorte: dopo essersi stesa su un letto e aver detto addio a Coco, Rosita soccombe alla malattia. Un anno dopo vediamo che il Commonwealth è stato risanato e coloro che hanno perso la vita durante l’ultima battaglia sono stati commemorati con delle targhe, fra questi c’è in rilievo proprio il nome di Rosita Espinosa.

## Casting
Il personaggio di Rosita è stato svelato per la prima volta il 3 luglio 2013 per il decimo episodio della quarta stagione, e fu annunciato anche che sarebbe stata un personaggio ricorrente inizialmente: difatti Rosita entra nel cast principale soltanto dalla quinta stagione dello show in poi.

## Differenze fra fumetto e serie televisiva
Nel fumetto Rosita, Abraham Ford ed Eugene Porter raggiungono il gruppo di Rick Grimes alla fattoria di Hershel dopo la distruzione della prigione, quindi non incontrano Glenn Rhee e Tara Chambler, anche perché quest'ultima esiste solo nella serie televisiva e non negli scritti originali.
Nell'episodio "Non è ancora domani" Abraham lascia Rosita per andare da Sasha Williams, mentre nel fumetto essa non esiste, difatti Rosita viene lasciata per Holly, un personaggio che nella serie è stato inserito per pochi episodi, dato che morirà con l'attacco degli Wolves ad Alexandria.
Dopo la morte di Abraham, nella serie avvenuta per mano di Negan, ma nei fumetti per quella di Dwight, Rosita si rifugia fra le braccia di Eugene non di Padre Gabriel: anche se rimarrà incinta, come nella serie, di Siddiq. La relazione romantica con lo scienziato finirà nel peggiore dei modi, con la morte di quest’ultima. Nell'adattamento televisivo non vi è alcun rapporto romantico tra Rosita e Eugene, se non una profonda amicizia dovuta a tutti gli anni passati insieme: anche perché quest'ultimo si innamora perdutamente di Stephanie, una ragazza che conoscerà via radio e con cui starà insieme anche nei fumetti, dalla morte dell’amata in poi.
Una discrepanza sostanziale sta nel finale che il personaggio di Rosita ha nel fumetto: essa viene decapitata da Alpha e posizionata insieme ad altre vittime su una picca come avvertimento, un'intimidazione al gruppo di Rick. Durante la sua morte era incinta, quindi pure il bambino che portava in grembo muore. Nella serie televisiva le picche sono un avvenimento importante, quanto doloroso, della nona stagione, però le vittime sono state scelte diversamente; infatti il posto che nei fumetti spettava a Rosita sarà preso da Tara Chambler, permettendo a Rosita di proseguire il suo sviluppo nella serie, fino al dare alla luce sua figlia nella stagione successiva. Questa scelta è stata fatta contro il volere dell’attrice, Christian, che era già pronta a un’imminente morte del personaggio.

## Curiosità
- Inizialmente, nel 2013, il personaggio di Rosita Espinosa era stato comunicato al pubblico con uno pseudonimo: "Jordana Barraza", solo successivamente è stato rivelato il suo vero nome.[6]
- Nell’ottava stagione della serie l’attrice ha avuto meno scene e molto meno spazio rispetto alla stagione precedente, dov’era stata il personaggio con più apparizioni[7], a causa della sua gravidanza. Dopo aver dato alla luce sua figlia ha potuto riprendere in maniera costante il suo ruolo.[8]
- Durante la seconda metà della decima stagione il personaggio interpretato da Christian Serratos subisce un calo di apparizioni: per molti può esser stata soltanto una scelta della direttrice Angela Kang, in realtà ella fu poco presente nel set in Georgia a causa di altri impegni lavorativi. Difatti Christian era occupata con la registrazione della serie Netflix Selena: La Serie, in cui ha interpretato la protagonista, nonché cantautrice, Selena Quintanilla.[9]
- Il nome di sua figlia nella serie televisiva è stato scelto dall'attrice stessa[10]: infatti le fu data assoluta libertà nel sceglierlo dalla direttrice. In un’intervista Christian ha riferito di aver optato per Socorro (poi diminuito in “Coco”) in quanto è un nome che da sempre è presente all’interno della propria famiglia.[11]
- Dalla nona all’undicesima stagione Rosita si trova coinvolta in una relazione sentimentale con Padre Gabriel, seppur abbia concepito una figlia con Siddiq poco tempo prima. La loro relazione è iniziata off-screen, dopo il salto temporale di sei anni fra il quinto e il sesto episodio della nona stagione, ed è terminata nello stesso identico modo: Angela Kang ha infatti confermato che i due hanno rotto durante il salto temporale di sei mesi avvenuto fra la prima e la seconda parte dell’undicesima stagione. Nonostante ciò riescono a collaborare insieme nel momento del bisogno e si rispettano reciprocamente.[12]
- Come accennato in precedenza, il personaggio di Rosita sopravvive alla propria morte nel fumetto per mano di Alpha; nonostante ciò morirà lo stesso due stagioni dopo a causa del virus. La morte del personaggio è stata decisa dall’attrice stessa, che voleva onorarla e spezzare il cuore dei fan per un’ultima volta. Durante l’ultima puntata di Talking Dead ha spiegato che aveva bisogno di una chiusura per poter andare avanti, anche lavorativamente parlando.[13]
- Paradossalmente, seppur Rosita scampi alla sua morte del fumetto nella nona stagione, durante il finale di serie muore secondo le modalità di un’altra morte avvenuta nell’opera originale e destinata a un altro personaggio, ovvero Andrea Harrison (che nell’adattamento televisivo ha avuto vita ben più breve): ella viene morsa al collo mentre sta salvando sua figlia Coco e soccomberà alla malattia distesa sul proprio letto.[14]
- Un anno dopo la sua morte viene mostrato Eugene che porta dei fiori sulla sua tomba, dopodiché prende in braccio la figlia avuta con Maxxine: egli l’ha chiamata “Rosie” in onore dell’amica di lunga data defunta.[15]